# 寺谷真弓
寺谷 真弓（てらたに まゆみ、1971年11月24日 - ）は、東京都練馬区出身の元女子サッカー選手、現サッカー指導者。現在は日テレ・ベレーザの下部組織である日テレ・メニーナの監督を務めている。現役時代のポジションはゴールキーパー。日本サッカー協会公認A級コーチライセンス取得。

## 経歴

### 選手時代
1993年に読売日本サッカークラブ女子・ベレーザ(現日テレ・ベレーザ)に入団し、ゴールキーパーとしてプレーした。
1997年1月、鈴与清水FCラブリーレディースへ移籍。

### 指導者時代
1999年1月、27歳で現役を退き、指導者の道へ進む。
2002年、日テレ・メニーナの監督に就任。
2013年1月、日テレ・ベレーザの監督に就任した。
2015年1月1日に行われた第36回皇后杯全日本女子サッカー選手権大会決勝で日テレ・ベレーザは浦和レッドダイヤモンズ・レディースを1-0で下し、2009年の第31回大会以来11回目の皇后杯優勝を果たした。このタイトルを置き土産に日テレ・ベレーザ監督を勇退し、東京ヴェルディ1969の女子グループテクニカルダイレクター及び日テレ・メニーナの監督に就任した。

## 所属クラブ
- 1993年 - 1997年1月 読売ベレーザ
- 1997年2月 - 1999年1月 鈴与清水FCラブリーレディース

## 獲得タイトル

### 指導者時代
- 日テレ・ベレーザ
  - 皇后杯全日本女子サッカー選手権大会：1回 (2014年)

## 指導歴
- 1999年 日本テレビフットボールクラブ スクール担当
- 2000年 - 2001年 日テレ・ベレーザ コーチ／日テレ・メニーナ コーチ
- 2002年 - 2012年 日テレ・メニーナ監督
  - 2004年 U-19日本女子代表コーチ
- 2013年 - 2014年 日テレ・ベレーザ監督
- 2015年 - 現在 女子グループテクニカルダイレクター及び日テレ・メニーナ監督
- 2019年 東京ヴェルディユース監督代行